# Доронінська (Верховазький район)
Доро́нінська (рос. Доронинская) — присілок у складі Верховазького району Вологодської області, Росія. Входить до складу Шелотського сільського поселення.

## Населення
Населення — 15 осіб (2010; 18 у 2002).
Національний склад (станом на 2002 рік):
- росіяни — 100 %